# Бэрроу, Адама
Адама Бэрроу (англ. Adama Barrow; род. 15 февраля 1965, Манкаманг Кунда, Верхняя Река, Гамбия) — гамбийский политический деятель. Третий президент Гамбии с 21 января 2017 года.

## Биография
Получил среднее образование, работал менеджером по продажам в энергетической компании, в начале 2000-х годов проживал в Лондоне, где получил высшее образование в области недвижимости и работал охранником в торговом центре. Вернувшись на родину, стал предпринимателем в сфере торговли недвижимостью, не занимал никаких политических постов.
Был кандидатом от Объединённой демократической партии Гамбии на президентских выборах 2016 года, которые прошли в стране 1 декабря. После того, как руководитель партии Усэйн Дарбое летом 2016 года был осуждён на три года за участие в несанкционированных митингах и акциях протеста, выбор гамбийских демократов пал на Бэрроу. Был основным оппозиционным конкурентом действующего президента страны Яйя Джамме, занимающего свой пост с 1996 года.
Адама Бэрроу обещал восстановить членство Гамбии в Содружестве Наций, из которого Гамбия вышла в 2013 году, а также возобновить юрисдикцию Римского статута на территории страны. Адама заявил, что, по его мнению, спецслужбы должны «дистанцироваться от политики», и обещал в случае победы провести их реформу.
Бэрроу сказал, что в случае его избрания будет создано временное переходное правительство, сформированное из членов оппозиционной коалиции, которое уйдёт в отставку в течение трёх лет.
Бэрроу выиграл президентские выборы, опередив действующего президента Яйя Джамме. Джамме сначала заявил, что признаёт результаты выборов и добровольно уйдёт в отставку, но позже отказался от своих слов, сказав, что он отвергает результаты выборов и не признает своё поражение.
Бэрроу призвал Яйя Джамме передать власть мирным путем.

### Кризис при передаче власти
Адама Бэрроу был приведён к присяге в качестве президента Гамбии в посольстве Гамбии в Дакаре 19 января 2017 года. Несколько часов спустя войска Сенегала и войска Нигерии вторглись на территорию Гамбии, но позже контингент ЭКОВАС приостановил военную операцию в Гамбии, чтобы дать Джамме шанс на мирную передачу власти избранному президенту Адаме Бэрроу. Однако Джамме снова отказался уйти в отставку. Срок был продлён ещё на четыре часа, однако он проигнорировал и его. Президент Мавритании Мохамед Абдель-Азиз, президент Гвинеи Альфа Конде и специальный представитель от ООН Мохаммед Ибн Чамбас пытались уговорить его уйти в отставку. Министр обороны страны Усман Баджие заявил, что армия Гамбии не будет воевать с ЭКОВАС. По данным Бэрроу и сенегальского официального представителя, Джамме согласился оставить пост президента (20 января) и покинуть страну.
26 января 2017 года Бэрроу вернулся в Гамбию из Сенегала и приступил к исполнению обязанностей президента. 2500 военнослужащих стран ЭКОВАС временно остались в Гамбии.
18 февраля 2017 года Бэрроу принял присягу во второй раз. Церемония инаугурации прошла на стадионе Независимости в Бакау за пределами столицы Банжул.

### Правление
После прихода к власти Бэрроу пообещал реформировать спецслужбу страны, обеспечить свободу печати, началось расследование преступлений прежнего режима
В декабре 2019 года оппозиция потребовала отставки Бэрроу (ранее было соглашение, что он уйдет в отставку после трёх лет пребывания на посту президента, но он отказался его исполнить), в январе 2020 года в столице произошли столкновения протестующих с полицией.
В декабре 2021 года Бэрроу был переизбран на новый срок.
В декабре 2022 года правительство Бэрроу предотвратило военный переворот в стране.

## Личная жизнь
По вероисповеданию — мусульманин-суннит. Две жены, пятеро детей. Болельщик футбольного клуба «Арсенал» (Лондон).